# Neneți

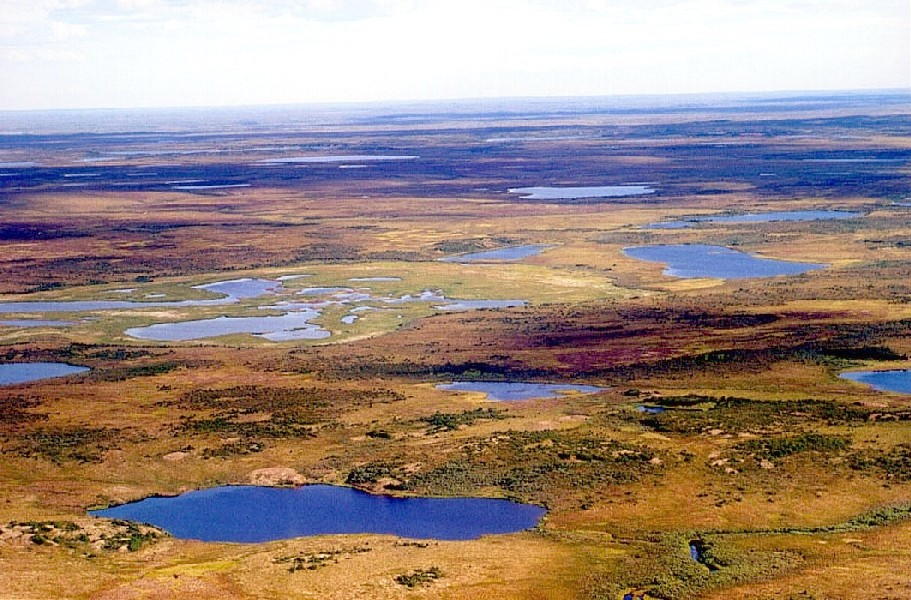
Regiunea de tundră din Siberia este habitatul neneților

Neneții (rusă ненцы, denumirea istorică „samoiți” sau "samoiezi") (în limba neneț nenăi nenăci) sunt un popor indigen care numără cca. 45.000 de locuitori, care trăiesc în nord-estul Europei, și nord-vestul Siberiei, cea mai mare parte din ei fiind în Districtul autonom Iamalia-Neneția și Regiunea Neneția o regiune autonomă din Federația Rusă. Ocupația de bază a acestui popor nomad este creșterea renilor și  vânătoarea. Neneții vorbesc limba neneț ( supranumită și ca limba nențească sau limba samoiezilor). De asemenea printre neneți este răspândită limba komi (în special o vorbesc acei neneți care s-au născut ori locuiesc în Republica Komi). 
Limba neneț (limba samoiților) este dezbinată în două dialecte:
- Dialectul de tundră (ca. 20.000)
- Dialectul de pădure (ca. 1500)

Deși, dialectul de pădure este doar o varietate a limbii neneț, totuși este cu mult diferit de norma literară a limbii samoiților, deoarece conține o grămadă de regionalisme care se folosesc doar în regiunea pădurii. De aceea înțelegerea între purtătorii acestor două dialecte este complicată. 

## Neneții (Samoiezi/Samoiți) în al Doilea Război Mondial
Neneții (Samoiezi) au participat în acțiunile militare celui de-al doilea război mondial, luptând umăr la umăr cu sovieticii împotrivă finlandezelor (suomi). În zilele grele ale războiului samoiții transportau soldați răniți de pe frontul din Carelia (nord-vestul URSS), aprovizionau frontul cu hrană necesară și muniție cu ajutorul renilor. Samoiții au făcut o contribuție enormă la apropierea victoriei, astfel încât autoritățile Districtului autonom Neneția au hotărât să perpetueze isprăvile bravilor ostași samoiți și au ridicat un monument în memoriam celor decedați pe câmpul de luptă. Actualmente, acest monument se află la Narian-Mar (reședința districtului autonom Neneția). 

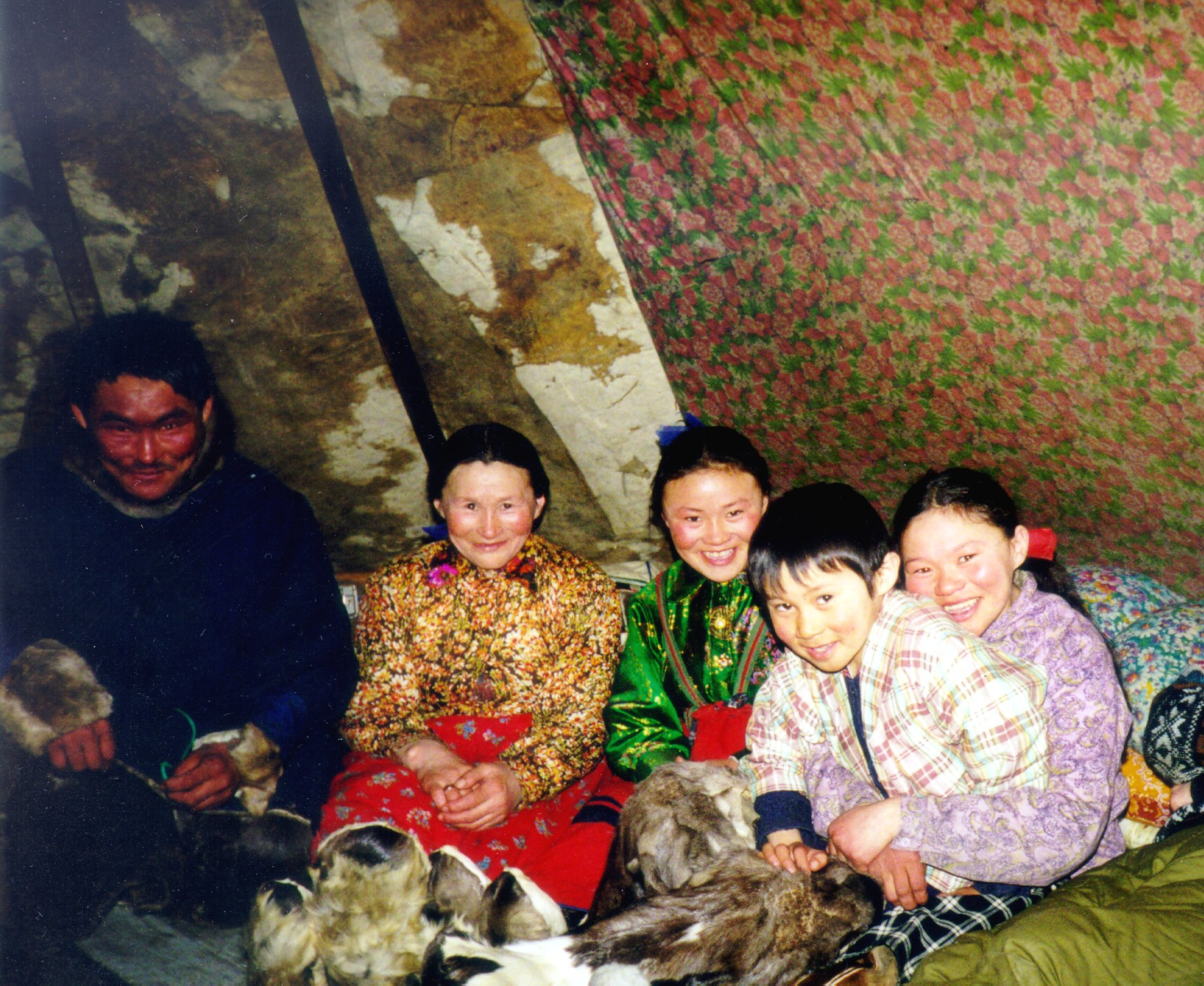
Familie de locuitori băștinași

## Lucruri interesante despre neneți (samoiezi)
În cel mai apropiat viitor acest popor nenumeros are potențialul să restructureze districtul său autonom într-o republică autonomă. Conform legilor Federației Ruse, orice popor care trăiește pe teritoriul Rusiei și are populație peste 50.000 de oameni are dreptul să creeze o Republică. Cum a fost menționat mai sus, actualmente, samoiezii constituie 45.000 de oameni. Astfel, de exemplu, ei utilizează generatoare ca o alternativă electricității. Pentru comunicare neneții (samoiezi) de regulă utilizează telefoane prin satelit. De asemenea ei au iluminarea electrică în corturi și televizoare. Majoritatea neneților adesea folosesc motosanii scumpe de marca Yamaha etc. ca mijloc de transport. În limba samoiezilor pentru definirea cuvântului ZĂPADĂ există circa 40 de cuvinte.

## Limba neneților
Neneții vorbesc în mare parte limba neneț, de asemenea printre ei sunt răspândite limba komi și limba rusă.  Limba neneț sau nenețea face parte din grupul samoedic a limbilor uralice. Primul sistem de scriere al limbii neneț a fost creat în anul 1931 pe baza  grafiei latine. Trebuie însă de menționat că acest sistem de scriere n-a rezistat prea mult timp. Alfabetul latin pe care se bazase limba neneț în timpul respectiv, a fost înlocuit în anul 1937 cu alfabetul chirilc, când autoritățile sovietice au renunțat la proiectul latinizării popoarelor din URSS.

## Războaiele neneților
Deși mulți oameni cred că neneții timp de mai multe secole au locuit în regiuni nordice, acest lucru nu este adevărat și trebuie de spus că neneții nu așa demult au emigrat în nordul extrem al Rusiei. Înainte neneții ocupau zonele mai sudice, în taiga. Cu timpul neneții au început să se simtă presați de hantî. Hantî primeau armament de la tătari din hoarda albastră  (hoarda albastră - partea estică sau aripa stângă a hoardei de aur sitută pe teritoriul Siberiei de Vest și  Kazakhstanului). Având sprijinul tătarilor în domeniul armamentului și a învățământului militar hantî au devenit mai puternici,decât neneții, așa că ultimii au fost nevoiți să emigreze în zonele nordice ca să rămână în viață. După încă ceva vreme neneții iarăși au început să se simtă presați, doar că de data asta de ruși, care în rândul lor, stăpâneau teritoriile nordice. 

## Neneți (Samoiezi) celebri
Neneți celebri:
- Laptander Vasili Ivanovici (Niadma) - unul dintre liderii răscoalei neneților împotrivă autorităților sovietice, care a avut loc în anii 1934 și 1943.
- Tâko Vâlka - pictor, povestitor, om social-politic .
- Anton Pârerka (Pârea) - primul savant-lingvist de originea samoiedă (neneț), folclorist  și traducător  .
- Serghei Nogo - liderul principal al răscoalei neneților împotrivă autorităților sovietice.

## Samoiezii în clipuri românești
Relativ recent, pe data de 15 ianuarie 2017 cântăreț Ionel Istrati (român basarabean) a lansat un nou video clip supranumit "Кто я есть?" (Cine sunt eu?). Filmările videoclipului respectiv au fost realizate în Districtul autonom Iamalia-Neneția în care au nimerit și reprezentanții acestui popor indigen.